# Bajit Rávdoroggejávri
Ravdoroggejavri och Vuolit Rávdoroggejávri, eller Rauduroggijävri är en sjö i Finland. Den ligger i kommunen Utsjoki i landskapet Lappland, i den norra delen av landet, 1 000 km norr om huvudstaden Helsingfors. Arean är 6 hektar och strandlinjen är 1,75 kilometer lång. Sjön  ingår i Tana älvs huvudavrinningsområde.   Omgivningarna runt Ravdoroggejavri är i huvudsak ett öppet busklandskap.